# Cuantificador (lingüística)
En el campo de la lingüística se conoce como "cuantificador" a toda palabra (o locución) que denote o indique cantidad, como por ejemplo: todo, mucho, demasiado, bastante, bastante poco, poco, nada, etc.
Pueden pertenecer a varias categorías gramaticales:
- Adjetivo: "Escoge un lápiz cualquiera."
- Pronombre: "Nadie merece ese trato."
- Adverbio: "Estudias muy poco."

Algunos pueden tener varias funciones, lo que puede implicar diferencias en la construcción. También es posible encontrar determinadas expresiones en función de cuantificador (denominadas "locuciones"), como por ejemplo: "un grupo de...", "unos cuantos...", "todos aquellos que..."
Además, los cuantificadores están estrechamente relacionados en su significado con los conceptos lógicos de universalidad ({\displaystyle \forall }) y existencia ({\displaystyle \exists }) ("para todo..." y "existe al menos un...", respectivamente).

## Introducción
Los cuantificadores son una parte esencial de todos los lenguajes. De hecho, no existe idioma conocido que carezca de esta forma lingüística. Por ejemplo:
- Todas las personas que conozco tienen el pelo rubio.
- Algunos soldados llevaban armas.
- La mayoría de los candidatos no se ha presentado nunca a unas elecciones.
- Ninguna persona busca perjudicarse a sí misma.

Las palabras subrayadas son cuantificadores. Como se puede observar, las frases anteriores no pueden ser simplificadas como conjunción o disyunción de otras expresiones (a no ser que conjuntemos todas las "unidades" de la proposición, por ejemplo: [(El soldado A llevaba arma) Y (El soldado B llevaba arma) Y (El soldado C NO llevaba arma) ...], lo cual simplemente entorpecería y dificultaría la comunicación).
Además, vemos que el uso de cuantificadores en lengua humana puede ser sintácticamente complicado, mientras que en matemáticas, el proceso de cuantificación es más sencillo.

El estudio de la cuantificación es notoriamente más complejo en lenguas humanas que en el lenguaje formal ya que el primero es más propenso a sufrir ambigüedades debido al componente semántico que este conlleva. Por ejemplo, en "Un coche es robado cada media hora" no distingue si es el mismo coche el que es constantemente robado.
Al traducir a lenguaje formal, su significado es interpretable sobre conjuntos que cumplen ciertas propiedades abstractas recogidas en las expresiones formales. La teoría de modelos incluye el concepto de interpretación de un conjunto de símbolos, en dichas interpretaciones los signos se refieren a elementos de un cierto conjunto preconstruido o conocido, la veracidad de una expresión bajo una determinada interpretación, depende de que el conjunto sobre el que se interpretan las expresiones satisfagan o no determinadas condiciones. 

## Cuantificadores nominales
Los cuantificadores nominales o sustantivos cuantificadores son aquellos que designan una pluralidad genérica de seres u objetos, aun estando en singular.
| una muchedumbre de  | un conjunto de | un montón de  | un cúmulo de    | un grupo de | un sinnúmero de |
| un huevo de (vulg.) | un manojo de   | un círculo de | una multitud de | una masa de | un aluvión de   |

#### Concordancia
Si el sujeto está formado por un sintagma nominal cuyo núcleo es un sustantivo colectivo y va acompañado de un complemento del nombre introducido por de, el verbo de la oración puede ir en singular o en plural.
El verbo puede aparecer en singular o en plural según se refiera a "montón" o a "personas":
| Un montón de personas fue a verte al hospital Un montón de personas fueron a verte al hospital |

## Orden de los cuantificadores y ambigüedad
Para evitar la ambigüedad, se establece que los cuantificadores siempre van delante de la expresión lógica o matemática. Sin embargo, por naturaleza del lenguaje humano, pueden surgir otras ambigüedades:
- "∃A: ∀B: C"  – No ambiguo
- "Hay al menos un A tal que ∀B: C" – No ambiguo
- "Hay al menos un A tal que para todo B, C" – No ambiguo, pero gracias a la coma entre B y C
- "Hay al menos un A tal que C para todo B" – Se refiere a

"hay un A tal que (C para todo B)", formalmente: "∃A: ∀B: C"
pero se podría interpretar como:
"(hay un A tal que C) para todo B",  formalmente: "∀B: ∃A: C"
- "hay un A tal que C ∀B" — sugiere más que se refiere al primero; esto puede ser reforzado por la disposición, por ejemplo, poniendo "C ∀B" en una nueva línea.